# Chase the Dragon
Chase the Dragon è il terzo album del gruppo hard rock/rock progressivo britannico Magnum. Il disco è uscito nel 1982 per l'etichetta discografica Jet Records.

## Tracce
1. Soldier of the Line – 4:16
2. On the Edge of the World – 4:22
3. The Spirit – 4:17
4. Sacred Hour – 5:35
5. Walking the Straight Line – 4:53
6. We All Play the Game – 4:07
7. The Teacher – 3:21
8. The Lights Burned Out – 4:32

## Formazione
- Mark Stanway - tastiere
- Tony Clarkin - chitarra
- Bob Catley - voce
- Wally Lowe - basso
- Kex Gorin - batteria